# Теломераза

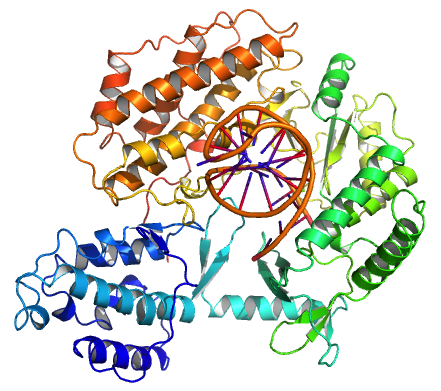
Структура TERT у Tibolium castaneum.

Теломераза — фермент, що додає певні повторювані фрагменти ДНК («TTAGGG» для всіх хребетних тварин) до теломери, розташованих на 3'-кінці ДНК хромосом еукаріотів. Теломери містять сконденсований матеріал ДНК, що надає стабільність хромосомам, їх довжина скорочується з кожним поділом. Фермент теломераза є зворотною транскриптазою, що містить свою власну РНК, TERC (англ. Telomerase RNA component), яка використовується як матриця для синтезу нових послідовностей теломери. 
Теломераза присутня не у всіх організмів. Так, у мух D. melanogaster продовження теломер відбувається за рахунок зворотної транскриптази, що обумовлює переміщення транспозонів.
Існування компенсаторного механізму укорочення теломер було вперше описано радянським біологом Алєксєєм Оловніковим в 1973 р. Теломераза була відкрита Керол Грейдер та Елізабет Блекберн в 1984 році.  Грейдер та Блекберн, а також Джек Шостак були нагороджені Нобелевською премію в галузі медицини або фізіології в 2009 році.